# Петбе
 Петбе В Древноегипетската митология, е бил богът на отмъщението, почитан в района на Акхмин, Централен Египет. Неговото име се превежда като Небе-Ба, приблизително значещо Душа на Небето, Настроение Небесно. Но Петбе би могъл да бъде и семитско божество, чийто култ е бил въведен от имигранти работници, дошли от Ливан, както и името да бъде подправено от хибридната фраза Пет-Ба'ал, значещо Господар на Небето. Ранните християни отъждествявали Петбе с древногръцкият бог Хронос.